# 내일은 영원히
《내일은 영원히》(Tomorrow Is Forever)는 멕시코에서 제작된 어빙 피셸 감독의 1946년 드라마 영화이다. 클로데트 콜베르 등이 주연으로 출연하였다. 리처드 롱과 내털리 우드의 영화 데뷔작이기도 하다. RKO 라디오 픽처스를 통해 배급되었다.

## 줄거리
이 영화는 혼인한 커플 엘리자베스와 존이 제1차 세계 대전에 참전하기 위해 자리를 뜰 때 최근 결별한 이야기를 다룬다.

## 출연

### 주연
- 클로데트 콜베르
- 오손 웰즈